# Rivière du Berger
Rivière du Berger – rzeka we wschodniej Kanadzie, dopływ rzeki Saint-Charles. W dolnym biegu przepływa przez miasto Québec, w jego granicach wpada również do Saint-Charles. Ze względu na miejskie otoczenie w swoim dolnym biegu rzeka jest mocno zanieczyszczona. Strefą punktowa silnego skażenia bakteriologicznego jest obszar dawnego ogrodu zoologicznego w dzielnicy Charlesbourg.